# Divehi
Divehi är ett indoariskt språk, som är officiellt språk på Maldiverna. Det talas även på Maliku som hör till Lakshadweep, Indien. Divehi utvecklades ur sanskrit och är nära släkt med singalesiska, som talas på Sri Lanka, men även på lite längre håll med hindi, punjabi och marathi. Divehi anses vara livskraftigt.
På grund av arabiska handelsmän, som besökte Maldiverna på 1100-talet, är divehi mycket influerat av arabiska.[källa behövs]
Språket skrivs med tāna. Devanagari har använts på Maliku sedan 1950-talet. Endast delar av Bibeln har översatts till divehi.

## Fonologi

### Vokaler
|            | Främre | Central | Bakre |
| ---------- | ------ | ------- | ----- |
| Sluten     | i      |         | u     |
| Halvsluten | e      |         | o     |
| Öppen      | (æ)    | a       |       |

Alla vokaler kan realiseras som både korta och långa. Vokalen [æ] finns bara i de södra dialekterna.
Källa:

### Konsonanter
|             |             | Labial | Dental-alveolar | Retroflex | Palatal  | Velar  | Glottal |
| ----------- | ----------- | ------ | --------------- | --------- | -------- | ------ | ------- |
| Nasal       | Nasal       | m      | n               | ɳ         | ɲ        |        |         |
| Klusil      | Norm.       | p \| b | t̪ \| d̪          | ʈ \| ɖ    |          | k \| g |         |
| Klusil      | Prenas.     | mb     | nd̪              | ɳɖ        |          | ŋg     |         |
| Affrikat    | Affrikat    |        |                 |           | t͡ʃ \| d͡ʒ |        |         |
| Frikativ    | Frikativ    | f      | s̪ \| z          | ʂ         | ʃ        |        | h       |
| Approximant | Approximant | ʋ      | l̪               | ɭ         | j        |        |         |
| Fappar      | Fappar      |        |                 | ɽ         |          |        |         |

Källa: